# کی۱۱
کی۱۱ (انگلیسی: K11) ساختمان اداری مستقر در منطقه هوانگ‌پو، شانگهای، چین است، که در سال ۲۰۰۲ احداث گردید.